# Ken Gray
Pour les articles homonymes, voir Gray.
 Kenneth (Ken) Francis Gray, le 24 juin 1938 à Porirua (Nouvelle-Zélande) et mort le 18 novembre 1992 à Plimmerton, est un joueur de rugby à XV qui a joué avec l'équipe de Nouvelle-Zélande évoluant au poste de pilier (1,88 m pour 99 kg). 

## Carrière
Il a fait ses débuts avec l'équipe de Nouvelle-Zélande le 7 décembre 1963, à l’occasion d’un match contre l'équipe d'Irlande. Il disputa son dernier test match contre l'équipe du pays de Galles le 14 juin 1969. Ce fut un des meilleurs piliers des All-Blacks, réputé pour sa force physique. Sa carrière internationale s'arrêta en 1970 lorsqu'il refusa de participer à une tournée en Afrique du Sud en raison de la politique d'Apartheid pratiquée dans ce pays.

## Statistiques
- Nombre de matchs avec la province de Wellington : 133
- Nombre de test matchs avec les Blacks : 24
- Nombre total de matchs avec les Blacks : 50
- Test matchs par année : 2 en 1963, 6 en 1964, 4 en 1965, 4 en 1966, 3 en 1967, 3 en 1968, 2 en 1969